# McConnelsville
McConnelsville is een plaats (village) in de Amerikaanse staat Ohio, en valt bestuurlijk gezien onder Morgan County.

## Demografie
Bij de volkstelling in 2000 werd het aantal inwoners vastgesteld op 1676.
In 2006 is het aantal inwoners door het United States Census Bureau geschat op 1735, een stijging van 59 (3.5%).

## Geografie
Volgens het United States Census Bureau beslaat de plaats een oppervlakte van
4,8 km², waarvan 4,6 km² land en 0,2 km² water. McConnelsville ligt op ongeveer 249 m boven zeeniveau.

## Plaatsen in de nabije omgeving
De onderstaande figuur toont nabijgelegen plaatsen in een straal van 24 km rond McConnelsville.

## Geboren
- James Jerome Gibson (1904-1979), psycholoog